# 沈惠珍
沈惠珍（1967年1月16日—），韓國女演員，另譯沈惠眞，常見誤譯為沈慧珍。1996年，沈惠珍憑《像犀牛角一樣一個人走吧》、《朴峰坤離家事件》及《隔世琴緣》三電影在同年的百想藝術大獎、青龍電影獎及大鐘獎三大電影獎皆獲女主角獎，成為韓國唯一於同年分別以不同的電影，榮獲三大女主角獎項的大滿貫影后。2005年考進高麗大學政策大學院攻讀房地產首席執行官（CRO）課程。

## 演出作品

### 電視劇
- 1991年：KBS《秋花冬木》
- 1998年：MBC《害羞的戀人》
- 2004年：SBS《選擇》
- 2005年－2006年：MBC《你好，弗朗切斯卡》（共3季）飾演 弗朗切斯卡
- 2005年：SBS《幸福女人花》
- 2006年：MBC《宮》飾演 慧正宮
- 2006年：SBS《回來吧順愛》飾演 許順愛／韓楚恩
- 2007年：KBS《最強！我媽媽》
- 2009年：KBS《千秋太后》飾演 獻哀王后
- 2009年：KBS《大家一起恰恰恰》飾演 何允楨
- 2010年：MBC《暴風的戀人》飾演 洪娜琳
- 2012年：KBS《需要仙女》飾演 仙女王模
- 2012年：JTBC《Happy Ending》飾演 梁善雅
- 2013年：KBS《至誠感天》飾演 金珠熙
- 2014年：JTBC《密會》飾演 韓娍淑
- 2014年：SBS《無盡的愛》飾演 閔慧璘
- 2014年：MBC《我人生的春天》飾演 趙明姬
- 2015年：MBC《Kill Me Heal Me》飾演 申華蘭
- 2015年：SBS《歸來的黃金福》飾演 白里香
- 2015年：SBS《深夜食堂》飾演 鄭恩秀
- 2017年：JTBC《大力女子都奉順》飾演 黃真伊
- 2018年：KBS《明日也晴朗》飾演 尹珍熙
- 2018年：SBS《訓南正音》飾演 高恩
- 2018年：Netflix《心靈的聲音：Reboot》飾演 權正拳
- 2020年：MBN《我的危險妻子》飾演 河恩惠
- 2021年：KBS《愛的麻花》飾演 孟玉熙
- 2023年：JTBC《大力女子姜南順》飾演 （特別出演）

### 電影
- 1990年：《他們也和我們一樣》
- 1992年：《白色戰爭》
- 1992年：《結婚物語》
- 1993年：《To The Starry Island》
- 1993年：《無路可走》
- 1994年：《Out To The World》
- 1994年：《結婚物語2》
- 1995年：《指甲》
- 1995年：《Go Alone Like Musso's Horn》
- 1996年：《The Adventures Of Mrs.Park》
- 1996年：《隔世琴緣》
- 1997年：《持花的男人》
- 1997年：《球杆》
- 1997年：《Green Fish》
- 1997年：《Maria And The Inn》
- 1998年：《失樂園 》
- 1998年：《Bedroom And Courtroom》
- 2003年：《Acacia》
- 2006年：《South of the Border》
- 2008年：《黑心母女》
- 2010年：《節日》
- 2012年：《爸爸》
- 2014年：《Welcome》
- 2014年：《Daughter》(具惠善作品)

## 外部連結
- 官方网站